# 벤자틴 벤질페니실린
벤자틴 벤질페니실린(benzathine benzylpenicillin) 또는 벤자틴 페니실린 G(benzathine penicillin G)는 여러 가지 세균 감염의 치료를 위해 쓰이는 항생제이다. 보다 구체적으로는 연쇄상구균 인두염, 디프테리아, 매독, 요스 등에 사용된다. 또한 류마티스열의 예방에도 이용된다. 근육 주사를 통해 투여한다.
아나필락시스와 같은 알레르기 반응이나, 주사 부위의 통증과 같은 부작용이 나타날 수 있다. 매독 치료에 사용할 경우 야리시-헤르크스하이머 반응이 발생할 수 있다. 페니실린 알레르기의 과거력이 있거나 신경계에 발생한 매독 환자에게는 권장하지 않는다. 일반적으로 임신 도중의 사용은 안전하다. 베타-락탐계열 항생제에 속하며 벤질페니실린을 통해 작용한다. 벤자틴은 페니실린을 느리게 방출하여 작용 시간을 길게 해 준다.
1950년에 특허가 등록되었다. 현재는 WHO 필수 의약품 목록에 등재되어 있다.